# Summer Hoyland
Summer Rose Hoyland, es un personaje ficticio de la serie de televisión australiana Neighbours, interpretada por la actriz Jordy Lucas del 11 de febrero de 2010 hasta el 10 de enero de 2013. Anteriormente, Marisa Siketa interpretó a Summer del 20 de mayo de 2002 al 2005, y en el 2007 regresó como personaje invitado.

## Antecedentes
Es hija de Max Hoyland & Claire Hoyland y hermana menor de Boyd Hoyland. 
Summer ve a Stephanie Scully como una figura materna y es muy buena amiga de Harry Ramsay y Chris Pappas.

## Biografía
Llegó con su hermano por primera vez a Erinsborough en el 2002 cuando apenas tenía 9 años y se forjó una reputación de meterse siempre en líos. Después de la muerte de su madre se mudaron con su abuela la reverenda Rosie Hoyland, mientras su padre trabajaba.
Summer regresó en 2010 a la calle Ramsay y rápidamente Lyn Scully la aceptó en su casa, cuando Lyn se enteró de que Summer había sido expulsada de la escuela de música la obligó a llamar a su padre quien le dio permiso de quedarse con Lyn por un tiempo.
En 2012 Summer comienza una relación con el periodista Bradley Fox, un hombre mayor lo que causa la preocupación de sus amigos. Sin embargo la relación termina cuando Bradley se va a Perth para trabajar y le dice a Sumemr que no quiere que vaya con él.
En enero de 2013 Summer decide irse de Erinsborough luego de obtener una beca para estudiar periodismo en París.